# Rally Príncipe de Asturias de 1999
El Rally Príncipe de Asturias de 1999, oficialmente 36.º Rally Príncipe de Asturias, fue la trigésimo sexta edición y la novena cita de la temporada 1999 del Campeonato de España de Rally. Se celebró del 24 al 26 de septiembre y contó con un itinerario de once tramos que sumaban un total de 167 km cronometrados.

## Itinerario
| Día   | Tramo | Nombre                | Distancia | Ganador                      | Líder       |
| ----- | ----- | --------------------- | --------- | ---------------------------- | ----------- |
| Día 1 | TC1   | Borines-Torazo        | 19.94 km  | Jesús Puras                  | Jesús Puras |
| Día 1 | TC2   | Orizón-Valdebárcena   | 15.45 km  | Manuel Muniente              | Jesús Puras |
| Día 1 | TC3   | Miravalles-Carrandi   | 30.15 km  | Jesús Puras                  | Jesús Puras |
| Día 1 | TC4   | Borines-Torazo 2      | 19.94 km  | Jesús Puras                  | Jesús Puras |
| Día 1 | TC5   | Orizón-Valdebárcena 2 | 15.45 km  | Jesús Puras                  | Jesús Puras |
| Día 1 | TC6   | Langreo               | 12.15 km  | Jesús Puras                  | Jesús Puras |
| Día 1 | TC7   | Santa Bárbara         | 13.60 km  | Jesús Puras                  | Jesús Puras |
| Día 1 | TC8   | Morcín                | 8.93 km   | Sergio Vallejo Javier Azcona | Jesús Puras |
| Día 1 | TC9   | Oviedo-Brañes         | 6.08 km   | Javier Azcona                | Jesús Puras |
| Día 1 | TC10  | Langreo 2             | 12.15 km  | Manuel Muniente              | Jesús Puras |
| Día 1 | TC11  | Santa Bárbara 2       | 13.60 km  | Jesús Puras Manuel Muniente  | Jesús Puras |

## Clasificación final
| Pos. | Piloto                | Copiloto            | Automóvil               | Tiempo  | Diferencia |
| ---- | --------------------- | ------------------- | ----------------------- | ------- | ---------- |
| 1.   | Jesús Puras           | Marc Martí          | Citroën Xsara Kit Car   | 2:00:27 | 0.0        |
| 2.   | Manuel Muniente       | Diego Vallejo       | Peugeot 306 Maxi        | 2:02:01 | +1:34      |
| 3.   | Luis Monzón           | José Carlos Déniz   | Peugeot 306 Maxi        | 2:02:57 | +2:30      |
| 4.   | Javier Azcona         | Ezequiel Nazábal    | Peugeot 306 Maxi        | 2:03:59 | +3:32      |
| 5.   | Sergio Vallejo        | Mario González Tomé | Citroën Saxo Kit Car    | 2:05:11 | +4:44      |
| 6.   | Iñaki Goiburu         | José Vicente Medina | Citroën Saxo Kit Car    | 2:06:01 | +5:34      |
| 7.   | Salvador Cañellas jr. | Carlos del Barrio   | Seat Ibiza Kit Car Evo2 | 2:07:21 | +6:54      |
| 8.   | David Guixeras        | Jordi Mercader      | Citroën Saxo Kit Car    | 2:07:42 | +7:15      |
| 9.   | Santi Concepción      | Jesús Aragón        | Ford Escort RS Cosworth | 2:07:45 | +7:18      |
| 10.  | Jordi Grinyó          | Juan Carlos Dorado  | Peugeot 106 Maxi        | 2:07:47 | +7:20      |